# غول السد

تعديل مصدري - تعديل

غول السد هي إحدى حارات مدينة الرضمة بمحافظة إب، بلغ تعداد سكانها 264 نسمة حسب تعداد اليمن لعام 2004.